# Pycnanthus angolensis
Pycnanthus angolensis là một loài thực vật có hoa trong họ Myristicaceae. Loài này được (Welw.) Warb. miêu tả khoa học đầu tiên năm 1895.